# Elson Moyo
Elson Moyo é um oficial militar do Zimbabué que atua como comandante da Força Aérea do Zimbábue (AFZ), desde dezembro de 2017, e é uma das principais figuras da tentativa de golpe de Estado de 2017 do Zimbábue. Ele foi anteriormente vice-comandante da força aérea. Na época em que foi nomeado comandante da Força Aérea, a posição militar de Moyo foi elevada de vice-marechal do ar para marechal do ar pelo presidente Emmerson Mnangagwa. Em 2003, foi promovido de comodoro aéreo para vice-marechal pelo ex-presidente Robert Mugabe.

## Bio
Elson Moyo obteve alguma notoriedade depois de ter sido processado por supostamente cometer adultério com a esposa de um policial.

Depois de o Zimbábue conquistar a independência, Moyo foi instrutor de voo na Base aérea de Thornhill, em Gweru. Durante esse período, ele treinou muitos pilotos que se tornaram oficiais graduados na força aérea. Moyo foi promovido de comodoro aéreo para vice-marechal em novembro de 2003. No início de 2007, ele ocupou o cargo de Chefe do Gabinete de Operações. Ao contrário do Comandante da Força Aérea, de Perence Shiri e de outros oficiais de alta patente da AFZ, Moyo é capaz de pilotar uma aeronave e, como tal, ele recebe um grau de lealdade pessoal dos oficiais superiores que ele instruiu durante o treinamento de voo.

## Suspeita de envenenamento
Após o que foi relatado como confrontos com Shiri, em março de 2007, Moyo ficou gravemente doente como resultado de suspeita de envenenamento. Mais tarde ele se recuperou.

## Controvérsia
Moyo foi preso em 7 de junho de 2007 juntamente com o Major-general Engelbert Rugeje e cerca de 400 outros militares por supostamente conspirar para derrubar o governo de Mugabe. Mais tarde, observou-se que Moyo estava sob vigilância 24 horas e havia sido removido de seus cargos públicos. Em 2015, Moyo ainda estava no serviço militar e relatou ser o Chefe de Gabinete para Operações Conjunta e Planos.